# Männi

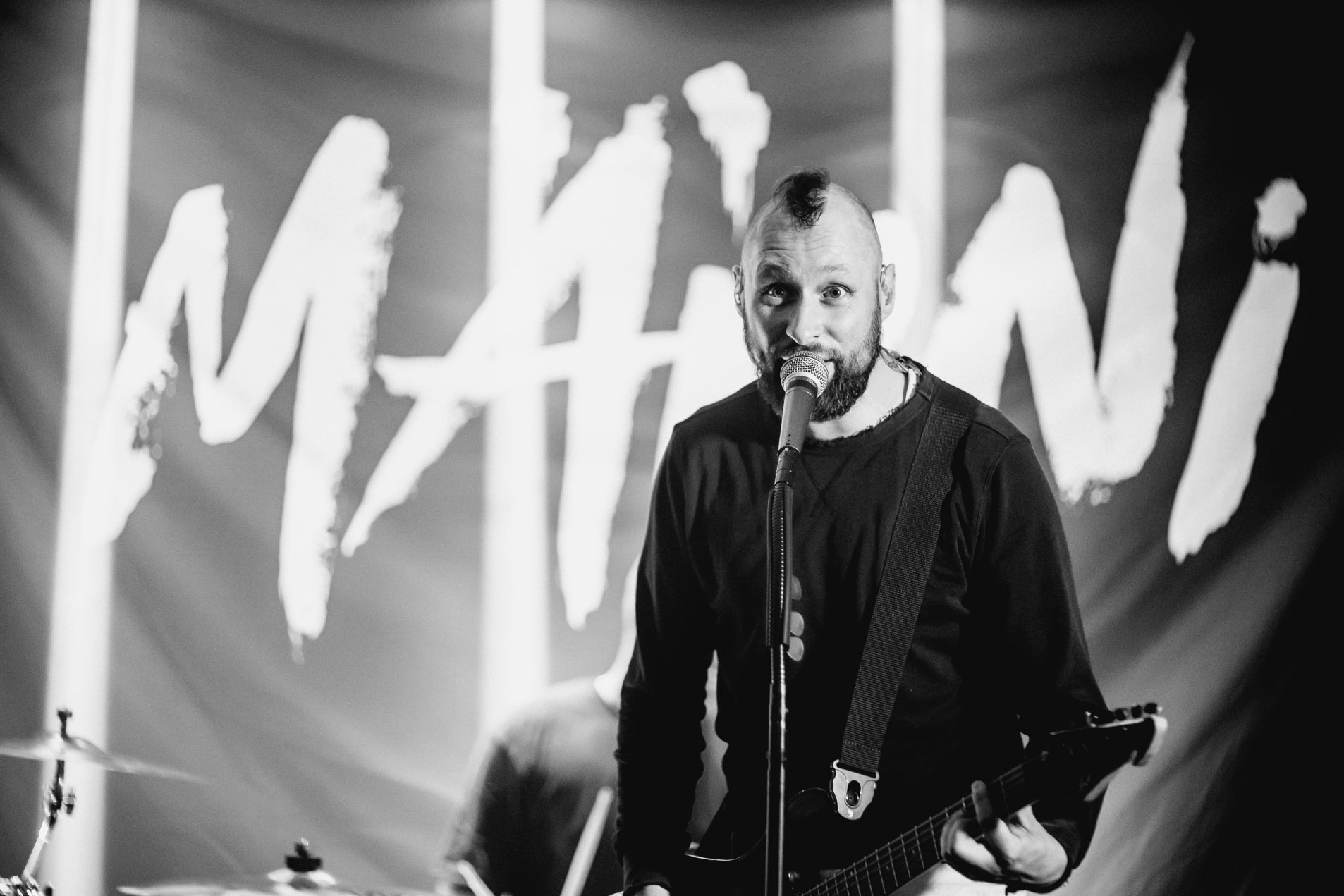
Männi 2019

Männi (bürgerlich Samuel Dickmeis; * 27. Februar im 20. Jahrhundert in Aachen) ist ein deutscher Punk-Musiker. Er war Bassist der Screamo-Band Longing for Tomorrow und betreibt unter seinem Pseudonym Männi ein Soloprojekt, das derzeit bei Dackelton Records unter Vertrag steht.

## Leben
Samuel Dickmeis begann seine musikalische Karriere bei der Aachener Screamo-Band Longing for Tomorrow, die zwischen 2003 und 2010 vier Alben veröffentlichte. Dort war er als Bassist und einer von zwei Sängern aktiv.
2015 rief er sein Projekt Männi ins Leben, das rockigen und Metal-beeinflussten Punkrock mit deutschen Texten spielt. Bei diesem Projekt übernahm er alle Instrumente. Am 27. Februar 2015 veröffentlichte er die EP Wille aus Beton über das Label Spinnup, das sich im Vertrieb von Universal befindet. Dickmeis trat außerdem als Live-Schlagzeuger der Hip-Hop-Gruppe Antilopen Gang auf. Für deren Punkalbum Atombombe auf Deutschland, das dem Nummer-Eins-Album Anarchie und Alltag 2017 beigelegt wurde, spielte er sämtliche Instrumente ein und arbeitete somit mit zahlreichen Punk-Legenden wie Campino, Kassierer-Sänger Wolfgang Wendland, Peter Hein von den Fehlfarben und Dirk Jora von Slime zusammen. Außerdem ist er auf dem Sookee-Album Mortem & Makeup beim Track Hüpfburg als Gitarrist zu hören.
Am 10. März 2017 veröffentlichte er sein Debütalbum Alkohol & Melancholie über das Rheinberger Independent-Label Quasilectric (heute Dackelton Records). Wieder spielte Männi alle Instrumente ein und produzierte das Album auch selbst. Bei der anschließenden Tour wird er durch Julius Tambornino am Schlagzeug und Michael Fischer am E-Bass unterstützt.

## Diskografie
Solo
- 2015: Wille aus Beton (EP, Spinnup/Universal/Dackelton Records)
- 2017: Mentholzigarette (Single, Quasilectric/Dackelton Records)
- 2017: Abgefuckt (Single, Quasilectric/Dackelton Records)
- 2017: Alkohol & Melancholie (Album, Quasilectric/Dackelton Records)
- 2019: Mir tut alles weh (Album, Dackelton Records)
- 2021: Niete (Album, Dackelton Records)
- 2024: Das fröhliche Album (EP, Dackelton Records)

Mit Longing for Tomorrow
- siehe Longing for Tomorrow#Diskografie

Mit Antilopen Gang
- 2017: Atombombe auf Deutschland (Bonusalbum zu Anarchie und Alltag, alle Instrumente)
- 2024: Alles muss repariert werden (Bass, Gitarre, Schlagzeug)

Gastbeiträge
- 2017: Hilfe und Baggersee auf Anarchie und Alltag von Antilopen Gang (Bass, Gitarre, Schlagzeug)
- 2017: Hüpfburg auf Mortem & Makeup von Sookee (Gitarre)
- 2017: Feuerwehrschweine auf Wir sind die Guten von traumfresser (Gesang)
- 2020: Anfang vom Ende auf Analog von DEY HARD (Gesang)
- 2021: Wers fühlt der weiß es von Der Butterwegge (Gesang)
- 2024: Sportlehrersau von Panik Panzer & Martin Seeliger (Gitarre, Bass)